# Campionato mondiale femminile under 18 di pallavolo 1999
Il VI campionato mondiale pre-juniores di pallavolo femminile si è svolto dal 4 al 12 settembre 1999 a Funchal, in Portogallo. Alla competizione hanno partecipato 16 squadre nazionali pre-juniores e la vittoria finale è andata per la seconda volta al Giappone.

## Squadre partecipanti
| - Argentina - Brasile - Cina - Corea del Sud - Croazia - Giappone - Italia - Mauritius | - Paesi Bassi - Polonia - Portogallo - Rep. Ceca - Russia - Stati Uniti - Taipei cinese - Turchia |

## Gironi
| Girone A                                 | Girone B                                     | Girone C                          | Girone D                         |
| ---------------------------------------- | -------------------------------------------- | --------------------------------- | -------------------------------- |
| Croazia Mauritius Portogallo Stati Uniti | Corea del Sud Rep. Ceca Russia Taipei cinese | Cina Giappone Paesi Bassi Turchia | Argentina Brasile Italia Polonia |

## Seconda fase

### Play-off a 8

#### Squadre qualificate
- Cina
- Croazia
- Polonia
- Italia

## Fase finale

### Finali 1º e 3º posto
|  | Quarti        | Quarti        |         |         | Semifinale    | Semifinale |  |  | Finale | Finale |
|  |               |               |         |         |               |            |  |  |        |        |
|  |               |               |         |         |               |            |  |  |        |        |
|  |               |               |         |         |               |            |  |  |        |        |
|  | Giappone      | 3             |         |         |               |            |  |  |        |        |
|  | Giappone      | 3             |         |         |               |            |  |  |        |        |
|  | Italia        | 1             |         |         |               |            |  |  |        |        |
|  | Italia        | 1             | Polonia | 1       |               |            |  |  |        |        |
|  |               |               | Polonia | 1       |               |            |  |  |        |        |
|  |               | Corea del Sud | 3       |         |               |            |  |  |        |        |
|  | Polonia       | Corea del Sud | 3       | 3       |               |            |  |  |        |        |
|  | Polonia       |               |         | 3       |               |            |  |  |        |        |
|  | Stati Uniti   | 0             |         |         |               |            |  |  |        |        |
|  | Stati Uniti   | 0             | Brasile | 0       |               |            |  |  |        |        |
|  |               |               | Brasile | 0       |               |            |  |  |        |        |
|  |               | Giappone      | 3       |         |               |            |  |  |        |        |
|  | Cina          | Giappone      | 3       | ?       |               |            |  |  |        |        |
|  | Cina          |               |         | ?       |               |            |  |  |        |        |
|  | Corea del Sud | 3             |         |         |               |            |  |  |        |        |
|  | Corea del Sud | 3             | Brasile | 3       | 3º posto      | 3º posto   |  |  |        |        |
|  |               |               | Brasile | 3       | 3º posto      | 3º posto   |  |  |        |        |
|  |               | Corea del Sud | 0       |         |               |            |  |  |        |        |
|  | Brasile       | Corea del Sud | 0       | 3       | Corea del Sud | 3          |  |  |        |        |
|  | Brasile       |               |         | 3       | Corea del Sud | 3          |  |  |        |        |
|  | Croazia       | ?             |         | Polonia | 1             |            |  |  |        |        |
|  | Croazia       | ?             |         |         | 1             |            |  |  |        |        |
|  |               |               |         |         |               |            |  |  |        |        |
|  |               |               |         |         |               |            |  |  |        |        |

### Finali 5º e 7º posto
|  | Semifinali  | Semifinali  | Semifinali |      |             | Finale 5º/6º posto | Finale 5º/6º posto | Finale 5º/6º posto |  |
|  |             |             |            |      |             |                    |                    |                    |  |
|  | Italia      | Italia      | 2          |      |             |                    |                    |                    |  |
|  | Italia      | Italia      | 2          |      |             |                    |                    |                    |  |
|  | Stati Uniti | Stati Uniti | 3          |      |             |                    |                    |                    |  |
|  | Stati Uniti | Stati Uniti | 3          |      | Stati Uniti | Stati Uniti        | 2                  |                    |  |
|  |             |             |            |      | Stati Uniti | Stati Uniti        | 2                  |                    |  |
|  |             |             | Cina       | Cina | 3           |                    |                    |                    |  |
|  | Cina        | Cina        | Cina       | Cina | 3           | 3                  |                    |                    |  |
|  | Cina        | Cina        |            |      |             | 3                  |                    |                    |  |
|  | Croazia     | Croazia     | ?          |      |             | Finale 7º/8º posto | Finale 7º/8º posto | Finale 7º/8º posto |  |
|  | Croazia     | Croazia     | ?          |      |             |                    |                    |                    |  |
|  |             |             |            |      |             |                    |                    |                    |  |
|  |             |             |            |      |             | Italia             | Italia             | 3                  |  |
|  |             |             |            |      |             | Italia             | Italia             | 3                  |  |
|  |             |             |            |      |             | Croazia            | Croazia            | ?                  |  |

## Classifica finale
| Classifica | Squadre       |
| ---------- | ------------- |
|            | Giappone      |
|            | Brasile       |
|            | Corea del Sud |
| 4          | Polonia       |
| 5          | Cina          |
| 6          | Stati Uniti   |
| 7          | Italia        |
| 8          | Croazia       |
| 9          | Russia        |
| 9          | Rep. Ceca     |
| 9          | Paesi Bassi   |
| 9          | Portogallo    |
| 13         | Argentina     |
| 13         | Taipei cinese |
| 13         | Turchia       |
| 13         | Mauritius     |